# Olivares de Duero
Olivares de Duero è un comune spagnolo di 324 abitanti situato nella comunità autonoma di Castiglia e León.